# 75. ceremonia wręczenia Złotych Globów
75. ceremonia wręczenia Złotych Globów, nagród filmowych i telewizyjnych przyznawanych przez Hollywoodzkie Stowarzyszenie Prasy Zagranicznej, odbyła się 7 stycznia 2018 roku w The Beverly Hilton w Beverly Hills. Galę wyemitowała na terenie Stanów Zjednoczonych stacja telewizyjna NBC, a jej prowadzącym był Seth Meyers.
Nominacje zostały ogłoszone 11 grudnia 2017 roku przez Sharon Stone, Alfre Woodard, Kristen Bell i Garretta Hedlunda. Spośród produkcji kinowych najwięcej otrzymał ich Kształt wody (siedem), zaś spośród programów telewizyjnych Wielkie kłamstewka (sześć). Najwięcej nagród spośród produkcji kinowych zdobył film Trzy billboardy za Ebbing, Missouri, a spośród programów telewizyjnych serial Wielkie kłamstewka (oba po cztery).

## Zwycięzcy i nominowani
Źródła:

### Produkcje kinowe
| Najlepszy film dramatyczny | Najlepszy film komediowy lub musical |
| --- | --- |
| - Trzy billboardy za Ebbing, Missouri - Czwarta władza - Dunkierka - Kształt wody - Tamte dni, tamte noce | - Lady Bird - The Disaster Artist - Jestem najlepsza. Ja, Tonya - Król rozrywki - Uciekaj! |
| Najlepszy aktor w filmie dramatycznym | Najlepsza aktorka w filmie dramatycznym |
| - Gary Oldman – Czas mroku jako Winston Churchill - Timothée Chalamet – Tamte dni, tamte noce jako Elio Perlman - Daniel Day-Lewis – Nić widmo jako Reynolds Woodcock - Tom Hanks – Czwarta władza jako Ben Bradlee - Denzel Washington – Roman J. Israel, Esq. jako Roman J. Israel           | - Frances McDormand – Trzy billboardy za Ebbing, Missouri jako Mildred Hayes - Jessica Chastain – Gra o wszystko jako Molly Bloom - Sally Hawkins – Kształt wody jako Elisa Esposito - Meryl Streep – Czwarta władza jako Katharine Graham - Michelle Williams – Wszystkie pieniądze świata jako Gail Harris                       |
| Najlepszy aktor w filmie komediowym lub musicalu | Najlepsza aktorka w filmie komediowym lub musicalu |
| - James Franco – The Disaster Artist jako Tommy Wiseau - Steve Carell – Wojna płci jako Robert Larimore Riggs - Ansel Elgort – Baby Driver jako Baby / Miles - Hugh Jackman – Król rozrywki jako P.T. Barnum - Daniel Kaluuya – Uciekaj! jako Chris Washington                                 | - Saoirse Ronan – Lady Bird jako Christine „Lady Bird” McPherson - Judi Dench – Powiernik królowej jako Królowa Victoria - Helen Mirren – Ella i John jako Ella Robina - Margot Robbie – Jestem najlepsza. Ja, Tonya jako Tonya Harding - Emma Stone – Wojna płci jako Billie Jean King                                            |
| Najlepszy aktor drugoplanowy | Najlepsza aktorka drugoplanowa |
| - Sam Rockwell – Trzy billboardy za Ebbing, Missouri jako Jason Dixon - Willem Dafoe – Projekt Floryda jako Bobby Hicks - Armie Hammer – Tamte dni, tamte noce jako Oliver - Richard Jenkins – Kształt wody jako Giles - Christopher Plummer – Wszystkie pieniądze świata jako Jean Paul Getty | - Allison Janney – Jestem najlepsza. Ja, Tonya jako LaVona Golden - Mary J. Blige – Mudbound jako Florence Jackson - Hong Chau – Pomniejszenie jako Ngoc Lan Tran - Laurie Metcalf – Lady Bird jako Marion McPherson - Octavia Spencer – Kształt wody jako Zelda Fuller                                                            |
| Najlepszy reżyser | Najlepszy scenariusz |
| - Guillermo del Toro – Kształt wody - Martin McDonagh – Trzy billboardy za Ebbing, Missouri - Christopher Nolan – Dunkierka - Ridley Scott – Wszystkie pieniądze świata - Steven Spielberg – Czwarta władza                                                                                    | - Martin McDonagh – Trzy billboardy za Ebbing, Missouri - Guillermo del Toro i Vanessa Taylor – Kształt wody - Greta Gerwig – Lady Bird - Liz Hannah & Josh Singer – Czwarta władza - Aaron Sorkin – Gra o wszystko |
| Najlepsza muzyka | Najlepsza piosenka |
| - Alexandre Desplat – Kształt wody - Carter Burwell – Trzy billboardy za Ebbing, Missouri - Jonny Greenwood – Nić widmo - John Williams – Czwarta władza - Hans Zimmer – Dunkierka | - „This Is Me” (Benj Pasek i Justin Paul) – Król rozrywki - „Home” (Nick Jonas, Justin Tranter i Nick Monson) – Fernando - „Mighty River” (Raphael Saadiq, Mary J. Blige i Taura Stinson) – Mudbound - „Remember Me” (Kristen Anderson-Lopez i Robert Lopez) – Coco - „The Star” (Mariah Carey i Marc Shaiman) – Pierwsza gwiazdka |
| Najlepszy film animowany | Najlepszy film nieanglojęzyczny |
| - Coco - Dzieciak rządzi - Fernando - Żywiciel - Twój Vincent | - W ułamku sekundy (Niemcy/Francja) - Fantastyczna kobieta (Chile) - Najpierw zabili mojego ojca (Kambodża) - Niemiłość (Rosja) - The Square (Szwecja/Niemcy/Francja) |

### Produkcje telewizyjne
| Najlepszy serial dramatyczny | Najlepszy serial komediowy lub musical |
| --- | --- |
| - Opowieść podręcznej - Gra o tron - Stranger Things - Tacy jesteśmy - The Crown | - Wspaniała pani Maisel - Czarno to widzę - Specjalista od niczego - SMILF - Will & Grace |
| Najlepszy miniserial lub film telewizyjny | |
| - Wielkie kłamstewka - Fargo - Konflikt: Bette i Joan - Grzesznica - Tajemnice Laketop: China Girl | |
| Najlepszy aktor w serialu dramatycznym | Najlepsza aktorka w serialu dramatycznym |
| - Sterling K. Brown – Tacy jesteśmy jako Randall Pearson - Jason Bateman – Ozark jako Martin „Marty” Byrde - Freddie Highmore – The Good Doctor jako Shaun Murphy - Bob Odenkirk – Zadzwoń do Saula jako Jimmy McGill - Liev Schreiber – Ray Donovan jako Ray Donovan             | - Elisabeth Moss – Opowieść podręcznej jako June Osborne/Offred - Caitriona Balfe – Outlander jako Claire Fraser - Claire Foy – The Crown jako Elżbieta II - Maggie Gyllenhaal – Kroniki Times Square jako Eileen „Candy” Merrell - Katherine Langford – Trzynaście powodów jako Hannah Baker    |
| Najlepszy aktor w serialu komediowym lub musicalu | Najlepsza aktorka w serialu komediowym lub musicalu |
| - Aziz Ansari – Specjalista od niczego jako Dev Shah - Anthony Anderson – Czarno to widzę jako Andre „Dre” Johnson Sr. - Kevin Bacon – I Love Dick jako Dick - William H. Macy – Shameless – Niepokorni jako Frank Gallagher - Eric McCormack – Will & Grace jako Will Truman     | - Rachel Brosnahan – Wspaniała pani Maisel jako Miriam „Midge” Maisel - Pamela Adlon – Lepsze życie jako Sam Fox - Alison Brie – GLOW jako Ruth „Zoya the Destroya” Wilder - Issa Rae – Niepewne jako Issa Dee - Frankie Shaw – SMILF jako Bridgette Bird                                        |
| Najlepszy aktor w miniserialu lub filmie telewizyjnym | Najlepsza aktorka w miniserialu lub filmie telewizyjnym |
| - Ewan McGregor – Fargo jako Emmit i Raymond „Ray” Stussy - Robert De Niro – Arcyoszust jako Bernard Madoff - Jude Law – Młody papież jako Pius XIII - Kyle MacLachlan – Twin Peaks jako Dale Cooper - Geoffrey Rush – Geniusz jako Albert Einstein                               | - Nicole Kidman – Wielkie kłamstewka jako Celeste Wright - Jessica Biel – Grzesznica jako Cora Tannetti - Jessica Lange – Konflikt: Bette i Joan jako Joan Crawford - Susan Sarandon – Konflikt: Bette i Joan jako Bette Davis - Reese Witherspoon – Wielkie kłamstewka jako Madeleine Mackenzie |
| Najlepszy aktor drugoplanowy w serialu, miniserialu lub filmie telewizyjnym | Najlepsza aktorka drugoplanowa w serialu, miniserialu lub filmie telewizyjnym |
| - Alexander Skarsgård – Wielkie kłamstewka jako Perry Wright - David Harbour – Stranger Things jako Jim Hopper - Alfred Molina – Konflikt: Bette i Joan jako Robert Aldrich - Christian Slater – Mr. Robot jako Mr. Robot/Edward Alderson - David Thewlis – Fargo jako V.M. Varga | - Laura Dern – Wielkie kłamstewka jako Renata Klein - Ann Dowd – Opowieść podręcznej jako ciocia Lydia - Chrissy Metz – Tacy jesteśmy jako Kate Pearson - Michelle Pfeiffer – Arcyoszust jako Ruth Madoff - Shailene Woodley – Wielkie kłamstewka jako Jane Chapman                              |

### Nagrody honorowe
- Oprah Winfrey – Nagroda im. Cecila B. DeMille’a
- Simone Garcia Johnson – Ambasador Złotych Globów

## Prezenterzy
| Prezenterzy                                           | Prezentacja |
| ----------------------------------------------------- | --- |
| Gal Gadot Dwayne Johnson                              | Prezentacja nagrody dla najlepszej aktorki w miniserialu lub filmie telewizyjnym                                           |
| Viola Davis Helen Mirren                              | Prezentacja nagrody dla najlepszego aktora drugoplanowego w filmie                                                         |
| Zac Efron                                             | Prezentacja filmu Król rozrywki                                                                                            |
| Jennifer Aniston Carol Burnett                        | Prezentacja nagród dla najlepszej aktorki w serialu komediowym lub musicalu i najlepszej aktorki w serialu dramatycznym    |
| Sarah Paulson                                         | Prezentacja filmu Czwarta władza                                                                                           |
| Garrett Hedlund Kerry Washington                      | Prezentacja nagrody dla najlepszego aktora w serialu dramatycznym                                                          |
| Roseanne Barr John Goodman                            | Prezentacja nagrody dla najlepszego serialu dramatycznego                                                                  |
| Seth Rogen                                            | Prezentacja filmu The Disaster Artist                                                                                      |
| Christina Hendricks Neil Patrick Harris               | Prezentacja nagrody dla najlepszego aktora drugoplanowego w serialu, miniserialu lub filmie telewizyjnym                   |
| Mariah Carey Common                                   | Prezentacja nagrody za najlepszą muzykę                                                                                    |
| Kelly Clarkson Keith Urban                            | Prezentacja nagrody za najlepszą piosenkę                                                                                  |
| Octavia Spencer                                       | Prezentacja filmu Kształt wody                                                                                             |
| Shirley MacLaine Emma Stone                           | Prezentacja nagrody dla najlepszego aktora w filmie komediowym lub musicalu                                                |
| Sharon Stone J.K. Simmons                             | Prezentacja nagrody dla najlepszej aktorki drugoplanowej w serialu, miniserialu lub filmie telewizyjnym                    |
| Sebastian Stan Allison Janney                         | Prezentacja filmu Jestem najlepsza. Ja, Tonya                                                                              |
| Amy Poehler Andy Samberg                              | Prezentacja nagrody dla najlepszego filmu animowanego                                                                      |
| Kate Hudson Aaron Taylor-Johnson                      | Prezentacja nagrody dla najlepszej aktorki drugoplanowej w filmie                                                          |
| Catherine Zeta-Jones Kirk Douglas                     | Prezentacja nagrody za najlepszy scenariusz                                                                                |
| Sarah Jessica Parker                                  | Prezentacja nagrody dla najlepszego filmu nieanglojęzycznego                                                               |
| Hugh Grant                                            | Prezentacja filmu Dunkierka                                                                                                |
| Darren Criss Penélope Cruz Ricky Martin Édgar Ramírez | Prezentacja nagrody dla najlepszego aktora w miniserialu lub filmie telewizyjnym                                           |
| Halle Berry                                           | Prezentacja filmu Uciekaj!                                                                                                 |
| Emilia Clarke Kit Harington                           | Prezentacja nagród dla najlepszego serialu komediowego lub musicalu i najlepszego aktora w serialu komediowym lub musicalu |
| Reese Witherspoon                                     | Prezentacja Nagrody im. Cecila B. DeMille’a                                                                                |
| Natalie Portman Ron Howard                            | Prezentacja nagrody dla najlepszego reżysera                                                                               |
| Greta Gerwig                                          | Prezentacja filmu Lady Bird                                                                                                |
| Emma Watson Robert Pattinson                          | Prezentacja nagrody dla najlepszego miniserialu lub filmu telewizyjnego                                                    |
| Jessica Chastain Chris Hemsworth                      | Prezentacja nagrody dla najlepszej aktorki w filmie komediowym lub musicalu                                                |
| Dakota Johnson                                        | Prezentacja filmu Tamte dni, tamte noce                                                                                    |
| Salma Hayek                                           | Prezentacja filmu Trzy billboardy za Ebbing, Missouri                                                                      |
| Alicia Vikander Michael Keaton                        | Prezentacja nagrody dla najlepszego filmu komediowego lub musicalu                                                         |
| Geena Davis Susan Sarandon                            | Prezentacja nagrody dla najlepszego aktora w filmie dramatycznym                                                           |
| Isabelle Huppert Angelina Jolie                       | Prezentacja nagrody dla najlepszej aktorki w filmie dramatycznym                                                           |
| Barbra Streisand                                      | Prezentacja nagrody dla najlepszego filmu dramatycznego                                                                    |